# Shannonbridge
Shannonbridge (irisch Droichead na Sionainne) ist eine kleine Ortschaft des Townlands Raghra (irisch Reachra) in Irland. Sie hat 167 Einwohner (Stand 2022) und liegt in der Grafschaft Offaly am Shannon. Ungefähr zehn Kilometer nördlich von Shannonbridge liegt die berühmte Klosteranlage Clonmacnoise.

## Geschichte
In Shannonbridge gibt es eine der ältesten noch heute benutzten Brücken Irlands. Sie wurde 1757 fertiggestellt und überspannt den Shannon. Zu Zeiten Napoleons wurde die Ortschaft von den Briten stark befestigt. Einige Abschnitte dieser Befestigungsanlagen auf dem Westufer des Shannon sind noch heute zu sehen, darunter auch ein Fort, das heute als Restaurant genutzt wird.

## Torfkraftwerk
Einige Kilometer flussabwärts befand sich ein mit Torf betriebenes Kraftwerk. Die erste Anlage wurde 1964 gebaut und sukzessive 1976 und 1982 auf drei Blöcke erweitert. Diese verbrannten circa eine Million Tonnen Torf pro Jahr. 2004 wurden sie durch ein neues Kraftwerk ersetzt, das 2020 stillgelegt wurde.

## Einwohnerentwicklung
Im Gegensatz zur Entwicklung des ganzen Landes nahm die Bevölkerung in Shannonbridge in den letzten Jahrzehnten stark ab.
| 1991 | 1996 | 2001 | 2006 | 2011 | 2016 | 2022 |
| ---- | ---- | ---- | ---- | ---- | ---- | ---- |
| 316  | 266  | 248  | 221  | 206  | 175  | 167  |

## Persönlichkeiten

### Söhne und Töchter der Stadt
- George Brent (1904–1979), irisch-US-amerikanischer Schauspieler